# 유사균류
유사균류(Pseudofungi)는 부등편모조류 분류의 일종으로, 부등편모조아문(Heterokontimycotina)으로도 알려져 있다. 난균류와 역모균류로 구성되어 있다. 비록 수많은 생화학적이고, 초미세 구조와 유전 형질 등이 이들을 부등편모조류로 명확히 분류토록 만들지만, 성장 모습(균사로 이루어진)과 단백질 형태는 (밀접한 관련이 없는)균류와 닮았다.